# Episodi di Colombo (decima stagione)
La decima e ultima stagione della serie televisiva Colombo, composta da 14 episodi, è stata trasmessa sul canale statunitense ABC dal 9 dicembre 1990 al 30 gennaio 2003.
In Italia è stata trasmessa su Rete 4 dal 21 marzo 1992 al 20 dicembre 2004.
| nº | Titolo originale                                | Titolo italiano                         | Prima TV USA     | Prima TV Italia  |
| -- | ----------------------------------------------- | --------------------------------------- | ---------------- | ---------------- |
| 1  | Columbo Goes to College                         | Omicidio telecomandato                  | 9 dicembre 1990  | 21 marzo 1992    |
| 2  | Caution: Murder Can Be Hazardous to your Health | Nuoce gravemente alla salute            | 20 febbraio 1991 | 28 marzo 1992    |
| 3  | Columbo and the Murder of a Rock Star           | Colonna sonora con omicidio             | 29 aprile 1991   | 4 aprile 1992    |
| 4  | Death Hits the Jackpot                          | Misteriose impronte digitali            | 15 dicembre 1991 | 11 aprile 1992   |
| 5  | No Time to Die                                  | Non c'è tempo per morire                | 15 marzo 1992    | 27 marzo 1993    |
| 6  | A Bird in the Hand                              | Assassinio per gioco                    | 22 novembre 1992 | 3 aprile 1993    |
| 7  | It's All in the Game                            | Donne pericolose per il tenente Colombo | 31 ottobre 1993  | 12 ottobre 1994  |
| 8  | Butterly in Shades of Grey                      | Edizione straordinaria per un delitto   | 10 gennaio 1994  | 19 ottobre 1994  |
| 9  | Undercover                                      | Indagine ad incastro                    | 2 maggio 1994    | 29 novembre 1994 |
| 10 | Strange Bedfellows                              | Duplice omicidio per il tenente Colombo | 8 maggio 1995    | 2 novembre 1995  |
| 11 | A Trace of Murder - 25th Anniversary            | Sulle tracce dell'assassino             | 15 maggio 1997   | 1º novembre 1998 |
| 12 | Ashes to Ashes                                  | Scandali a Hollywood                    | 8 ottobre 1998   | 25 aprile 1999   |
| 13 | Murder with Too Many                            | Le note dell'assassinio                 | 12 marzo 2001    | 22 marzo 2002    |
| 14 | Columbo Likes the Nightlife                     | Ricatto mortale                         | 30 gennaio 2003  | 20 dicembre 2004 |

## Omicidio telecomandato
- Titolo originale: Columbo Goes to College
- Diretto da: E.W. Swackhamer
- Scritto da: Jeffrey Bloom

### Trama
Il Professor Rusk, consulente criminologo e autore di libri di denuncia che insegna criminologia al Freemont College, ha appena scoperto che Justin Rowe e Cooper Redman hanno imbrogliato in un compito in classe. Non è la prima volta che i due studenti di famiglia bene si mettono nei guai. Pur essendo intelligenti, non hanno voglia di impegnarsi e preferiscono dedicarsi alla bella vita. I loro genitori li lasciano fare, ma pretendono che conseguano il diploma con il massimo dei voti. Così, quando il Professor Rusk minaccia di espellere i due ragazzi dal college, questi trovano che la soluzione migliore sia quella di ucciderlo con un meccanismo telecomandato. Purtroppo per loro mettono in pratica il piano criminoso proprio nel periodo in cui un relatore esterno sta per tenere delle lezioni nella loro classe. Il relatore è il tenente Colombo, che i due ragazzi sicuri di loro stessi accompagnano poi nelle indagini, prendendolo in giro e cercando di sviarlo.
- Guest star: Gary Hershberger (Cooper Redman), Stephen Caffrey (Justin Rowe), James Sutorius (D.E. Rusk)

## Nuoce gravemente alla salute
- Titolo originale: Caution: Murder Can Be Hazardous to your Health
- Diretto da: Daryl Duke
- Scritto da: Sonia Wolf, Patricia Ford e April Raynell

### Trama
Wade Anders, ex imprenditore nel campo della sicurezza e giornalista, conduce il programma televisivo Crime Alert, in cui si invita il pubblico a segnalare eventuali avvistamenti di ricercati. Lo spettacolo ha un enorme successo e il giornalista Budd Clarke, longevo conduttore del telegiornale, è infuriato perché lo avrebbe dovuto condurre lui. Budd viene in possesso di una videocassetta in cui un giovane Wade Anders recitava in un film a luci rosse con un'attricetta allora minorenne e non esita a porre un ultimatum al collega: se non vuole che il filmato finisca nel proprio notiziario, Wade lascerà il programma. Wade pensa che ci sia una terza soluzione, cioè uccidere Budd. Dato che Budd è un accanito fumatore, Wade pensa di avere escogitato un piano astuto avvelenandolo con la nicotina, ma fin dal primo momento il Tenente Colombo capisce che si è trattato di un omicidio.
- Guest star: Emily Kuroda (Linda), George Hamilton (Wade Anders), Peter Haskell (Budd Clarke)

## Colonna sonora con omicidio
- Titolo originale: Columbo and the Murder of a Rock Star
- Diretto da: Alan J. Levi
- Scritto da: William Read Woodfield

### Trama
Quando scopre che Marcy Edwards, la donna con cui convive da quattro anni, lo tradisce, l'avvocato Hugh Creighton la chiude fuori di casa. Ma Marcy non intende farsi liquidare con facilità e afferma che vuole almeno la metà del patrimonio di Creighton o metterà in giro delle voci che potrebbero determinare la fine della sua carriera. Messo alle strette, Creighton decide di ucciderla, facendo in modo che i sospetti cadano sull'amante di Marcy. Il Tenente Colombo è incaricato delle indagini e Creighton vuole essere tenuto costantemente al corrente dei progressi effettuati. Quando si accorge che Colombo non crede alla messinscena da lui creata per incolpare un altro, si rivolge direttamente al procuratore, nella speranza di fargli togliere il caso.
- Guest star: Dabney Coleman (Hugh Creighton), Cheryl Paris (Marcy Edwards), Little Richard (se stesso, cameo)

## Misteriose impronte digitali
- Titolo originale: Death Hits the Jackpot
- Diretto da: Vincent McEveety
- Scritto da: Jeffrey Bloom

### Trama
Freddy Bower litiga con la moglie Nancy per gli accordi del divorzio quando scopre di aver vinto trenta milioni di dollari alla lotteria. Nancy, non essendo ancora divorziata, ne vuole almeno la metà; Freddy si rivolge a suo zio Leon Lamarr, con l'idea di fargli incassare la vincita e girarla sul proprio conto a divorzio ottenuto. Ma Leon, che si trova indebitato fino al collo, decide di ucciderlo per impossessarsi del denaro. Così Leon organizza una festa di Halloween nella sua villa, e poi si reca a casa di Freddy per ucciderlo, facendo in modo che il nipote sembri morto accidentalmente cadendo dalla vasca da bagno. Colombo è poco convinto che Freddy sia morto accidentalmente, e avanza l'ipotesi dell'omicidio.
- Guest star: Betsy Palmer (Martha Lamarr), Rip Torn (Leon Lamarr), Jamie Rose (Nancy Brower), Gary Kroeger (Freddy Brower)

## Non c'è tempo per morire
- Titolo originale: No Time to Die
- Diretto da: Alan J. Levi
- Scritto da: Ed McBain e Robert Van Scoyk

### Trama
Colombo sta partecipando al ricevimento di nozze di suo nipote Andy con Melissa Hays. Andy ha abbracciato la carriera di poliziotto, come lo zio, e Melissa è una splendida fotomodella. I due formano una bellissima coppia e tutto sembra andare per il meglio finché gli sposi si ritirano per la notte. Mentre Andy è sotto la doccia, Melissa scompare. All'inizio Andy pensa ad uno scherzo, ma dopo un po' inizia a preoccuparsi e chiede un parere al tenente Colombo. Al suo occhio esperto non sfuggono certi particolari che fanno pensare che Melissa sia stata rapita e, dato che la famiglia Hays è molto ricca, pensa che presto i sequestratori si faranno sentire con una richiesta di riscatto.
- Guest star: Lance LeGault (capitano di polizia), Donald Moffat, Daniel McDonald (Rudy Strassa), Joanna Going (Melissa Hayes)
- Nota. Basato sul racconto 87º Distretto: finché morte non vi separi (So Long as You Both Shall Live) del 1976 di Ed McBain, della serie di romanzi 87º Distretto, questo episodio è l'unico della serie a non avere un omicidio e un assassino.

## Assassinio per gioco
- Titolo originale: A Bird in the Hand
- Diretto da: Vincent McEveety
- Scritto da: Jackson Gills

### Trama
Harold McCain è un giocatore d'azzardo incallito. Essendo fortemente indebitato, si rivolge al ricco zio Fred che però gli rifiuta il suo aiuto. Così Harold piazza una bomba sotto la Rolls-Royce dello zio, sperando nell'eredità, ma lo stesso zio muore investito da un'auto durante il suo jogging mattutino prima che Harold porti a termine il piano. Harold deve solo trovare il modo di togliere la bomba prima che qualcuno si metta al volante della macchina, ma un giardiniere decide di spostare l'auto prima che lui tolga la bomba e muore nell'esplosione, sotto gli occhi di Colombo e di Harold. Quindi Colombo vuole vederci chiaro, fino a quando Harold non viene trovato ucciso.
- Guest star: Tyne Daly (Dolores), Greg Evigan (Harold McCain), Steve Forrest (Fred McCain), León Singer (Fernando)

## Donne pericolose per il tenente Colombo
- Titolo originale: It's All in the Game
- Diretto da: Vincent McEveety
- Scritto da: Peter Falk

### Trama
Lauren Staton, regina del jet set di Beverly Hills, ha scoperto che il suo futuro marito Nick Franco, giocatore d'azzardo professionista e playboy, l'ha tradita e ingannata e decide di ucciderlo. Insieme alla giovane donna con cui Nick vive una relazione parallela, Lisa Martin, mette in atto un omicidio quasi perfetto. Le indagini però sono state affidate al tenente Colombo, il quale, grazie alla sua mania per i particolari, inizia a sospettare di lei. Lauren Staton sfodera allora tutto il suo fascino per confondere Colombo e il poliziotto sembra stare al gioco, flirtando con lei, accettando i suoi regali e presentandosi a casa sua per interrogarla con un mazzo di rose rosse.
- Guest star: Faye Dunaway (Lauren Staton), Claudia Christian (Lisa Fiore), Armando Pucci (Nick Franco)
- Nota. Nell’episodio la complice, Lisa Fiore, è di origine italiana e appaiono i settimanali Oggi e Gente durante una perquisizione del tenente Colombo nella sua camera.

## Edizione straordinaria per un delitto
- Titolo originale: Butterfly in Shades of Grey
- Diretto da: Dennis Dugan
- Scritto da: Peter S. Fischer

### Trama
Fielding Chase è un noto conduttore radiofonico di un talk show con temi politici e sociali. Spesso per fare audience racconta delle calunnie molto ben organizzate. Durante una pausa del programma, Fielding accusa Jerry, un amico della sua figliastra Victoria, di essere arrogante e presuntuoso e lo licenzia su due piedi. La figlia confesserà poi a Chase di avere scritto un romanzo, anche sapendo che il padre non lo approva. Alcune ore dopo Chase incontra nuovamente Jerry il quale accusa Fielding di essere un vecchio maniaco presuntuoso. Chase, dato che Victoria vuol partire con Jerry che le ha trovato un editore, uccide Jerry per impedire la fuga della figliastra, assicurandosi un alibi. L'alibi di Fielding consiste nel fatto che era al telefono con Jerry quando è stato ucciso e la segreteria di Chase ha registrato la chiamata facendola apparire come fatta a casa di Fielding mentre egli era in realtà nella derivazione della stanza accanto. Quando il tenente Colombo esegue le indagini per l'omicidio, Fielding fa ricadere la colpa sull'amante di Jerry, Tedd. L'attore Tedd però ha un alibi solidissimo e Chase si vede così costretto a far cacciare Colombo dai suoi superiori. Attraverso una trappola molto ben organizzata Colombo incastra Fielding facendogli confessare l'accaduto.
- Guest star: William Shatner (Fielding Chase), Molly Hagan (Victoria Chase), Jack Laufer (Gerry Winters)
- Nota. È la seconda volta che Shatner compare come guest star nella serie Colombo: la prima è stata nell'episodio della sesta stagione Ciak si uccide, sempre nella parte dell'assassino.

## Indagine ad incastro
- Titolo originale: Undercover
- Diretto da: Vincent McEveety
- Scritto da: Gerry Day

### Trama
Il tenente Colombo esamina una scena del crimine molto particolare: due uomini sono morti, la camera è sottosopra e uno dei due stringe in mano un ritaglio di fotografia. Secondo il tenente è proprio quello la causa del duplice delitto e il giorno dopo ne ha la conferma: si presenta alla centrale di polizia Irving Krutch, un investigatore assicurativo, che asserisce che quel pezzo di fotografia è solo uno dei tasselli che, ricomposti come un puzzle, daranno l'indicazione esatta dell'ubicazione di quattro milioni di dollari, la refurtiva di una rapina risalente a sette anni prima.
- Altri interpreti: Tyne Daly (Dorothea McNally), Ed Begley Jr. (Irving Krutch), Burt Young (Mo Weinberg), Shera Danese (Geraldine Ferguson)
- Nota. Basato sul racconto Gioco di pazienza per l'87º Distretto (Jigsaw) del 1970 di Ed McBain, della serie di romanzi 87º Distretto

## Duplice omicidio per il tenente Colombo
- Titolo originale: Strange Bedfellows
- Diretto da: Vincent McEveety
- Scritto da: Lawrence Vail

### Trama
Graham McVeigh è il proprietario di un ranch che è stanco di suo fratello Teddy che è in debito con l'allibratore mafioso Bruno Romano, così Graham decide di uccidere il fratello per incastrare Romano. Poco dopo uccide anche Romano, simulando la legittima difesa, e quindi Colombo su indicazione del boss mafioso Vincenzo Fortelli comincia a indagare.
- Guest star: Rod Steiger (Vincenzo Fortelli), George Wendt (Graham McVeigh), Jeff Yagher (Teddy McVeigh), Jay Acovone (Bruno Romano)

## Sulle tracce dell'assassino
- Titolo originale: A Trace of Murder - 25th Anniversary
- Diretto da: Vincent McEveety
- Scritto da: Charles Kipps

### Trama
Cathleen Calvert e il suo amante nonché investigatore della polizia scientifica Patrick Kinsley, sono stufi di doversi vedere di nascosto, e Cathleen fa fatica a divorziare dal marito Clifford Calvert a causa del loro accordo prematrimoniale, e quindi pianificano con successo l'omicidio del broker amico dei tre, Howard Seltzer, in modo da incastrare Clifford. Colombo è insospettito dal comportamento del collega Patrick che occulta le prove, e crede che ci sia una storia di ripicche e vendette sentimentali.
- Altri interpreti: Barry Corbin (Clifford Calvert), David Rasche (Patrick Kinsley), Shera Danese (Cathleen Calvert), Raye Birk (Howard Seltzer)

## Scandali a Hollywood
- Titolo originale: Ashes to Ashes
- Diretto da: Patrick McGoohan
- Scritto da: Jeffrey Hatcher

### Trama
Eric Prince, famoso impresario di pompe funebri, uccide la giornalista di gossip Verity Chandler, che stava partecipando al funerale di un eroe di guerra, e Prince sostituisce il defunto eroe di guerra con la Chandler per farla cremare al posto dell'eroe di guerra. Dopo questo, si reca a casa della Chandler per inscenare un rapimento. L'assistente della giornalista, Roger Gambles, chiede aiuto a Colombo per indagare sull'accaduto.
- Altri interpreti: Sally Kellerman (Liz Houston), Patrick McGoohan (Eric Prince), Rue McClanahan (Verity Chandler)

## Le note dell'assassino
- Titolo originale: Murder with Too Many Notes
- Diretto da: Patrick McGoohan
- Scritto da: Jeffrey Cava e Patrick McGoohan

### Trama
Finlay Crawford, compositore hollywoodiano e direttore d'orchestra, uccide un talentuoso musicista, che gli ha fatto da ghostwriter negli ultimi anni e che ha composto la colonna sonora dell'ultimo film per cui egli ha vinto un Oscar. Geloso di un talento che avrebbe offuscato il suo, Crawford dovrà però fare i conti con le intuizioni del tenente Colombo.
- Altri interpreti: Billy Connolly (Findlay Crawford), Chad Willett (Gabriel McEnery)

## Ricatto mortale
- Titolo originale: Columbo Likes the Nightlife
- Diretto da: Jeffrey Reiner
- Scritto da: Michael Alaimo

### Trama
Justin Price è il proprietario di un nightclub; il suo socio, Tony Galper, in qualità di maggior investitore gli promette un finanziamento per completare i lavori del locale. Subito dopo, Tony ha una discussione di gelosia con la sua ex moglie, Vanessa Farrow, una giovane attrice. Durante la discussione, Tony cade accidentalmente e muore. Vanessa chiede aiuto al suo amante, Justin, e insieme decidono di non chiamare la polizia e di occultare il cadavere in modo da non perdere il finanziamento che sarebbe arrivato, dal conto di Tony a Justin, 36 ore dopo. Durante quelle ore, Justin si finge Tony (assumendo la sua identità), in modo che risulti ancora vivo. Ma il giornalista Cobin assiste al fatto e ricatta Justin. A quel punto, Justin decide (con l'approvazione di Vanessa) di uccidere lo scomodo testimone, simulando un suicidio. Qui interviene il tenente Colombo che sin da subito non crede che si tratti di un suicidio e inizia a indagare.
- Altri interpreti: Jorge Garcia (Julius), Carmine Giovinazzo (Tony Galper), Douglas Roberts (Linwood Coben), Matthew Rhys (Justin Price), Jennifer Sky (Vanessa Farrow), Steve Schirripa (Freddie), Julius Carry (poliziotto)